# 普利茅斯 (加利福尼亚州)
普利茅斯（英語：Plymouth），是美国加利福尼亚州阿马多尔县下属的一座城市。建市于1917年2月8日，面积大约为0.93平方英里（2.4平方公里）。根据2010年美国人口普查，该市有人口1,005人。